# TARM
Próba TARM, analiza oddziaływań medycznych – test badający wpływ substancji chemicznych na drugi organizm pod warunkiem, że działa on pozytywnie na inny gatunek. W tym celu należy wybrać dwa różne od siebie gatunki, np. zwierzę i roślinę, i poddać je działaniu czynnika badanego.
Próba TARM jest stosowana bardzo rzadko ze względu na oczywiste różnice w badanych gatunkach. Bywa przydatna przy ustalaniu wpływu działania człowieka na środowisko, czy też sprawność inhibitorów roślin w ekosystemach.

## Przykład
HMB powoduje przyrost tkanki mięśniowej u myszy domowej (łac. Mus musculus), podczas gdy uniemożliwia wzrost kopru domowego (łac. Anethum graveolens L.). Na 15 badanych nasion nie wykiełkowało żadne. Wynik oznacza się: TARM/+/1/Mus musculus/-/15/Anethum graveolens L., lub w skrócie TARM|1|15| (wynik pozytywny zawsze na pierwszym miejscu).